# Federico Bernardeschi
Federico Bernardeschi (Carrara, 16 de febrero de 1994) es un futbolista italiano que juega de centrocampista en el Bologna F. C. 1909 de la Serie A. También ha sido internacional con la selección de Italia.

## Trayectoria
Bernardeschi comenzó a jugar a fútbol en el Atlético Carrara en el año 2000. En el club de su ciudad permaneció un año. En 2001, fichó por el Ponzano, club en el que permaneció hasta 2003, año en el que ingresó en las categorías inferiores de la ACF Fiorentina. En la temporada 2013-14, fue cedido al F. C. Crotone. El 8 de septiembre de 2013, debutó ante el Delfino Pescara. Entró sustituyendo a Soufiane Bidaoui en el minuto 75.
El partido terminó con empate 2-2. Anotó 4 goles en 11 partidos en la Serie B. Para la temporada 2014-15, regresó a la Fiorentina. El 2 de agosto de 2015, en un partido de la International Champions Cup en el Estadio Artemio Franchi ante el F. C. Barcelona, anotó dos goles al equipo culé en 11 minutos. El partido terminó con victoria por 2-1 de la viola. El 24 de julio de 2017 fue fichado por la Juventus F. C.
El 15 de julio de 2022, siendo agente libre tras haber abandonado la Juventus el mes anterior, firmó con el Toronto F. C. de la Major League Soccer hasta 2026.
El 1 de julio de 2025 llegó a un acuerdo con el club canadiense para rescindir su contrato y, antes de acabar el mes, regresó a Italia para jugar en el Bologna F. C. 1909.

## Selección nacional
Ha sido internacional con la selección de fútbol de Italia en 39 ocasiones y ha marcado 6 goles. Debutó el 24 de marzo de 2016, en un encuentro amistoso ante la selección de España que finalizó con marcador de 1-1.

### Participaciones en Eurocopas
| Eurocopa                | Sede            | Resultado        |
| ----------------------- | --------------- | ---------------- |
| Eurocopa Sub-21 de 2015 | República Checa | Primera fase     |
| Eurocopa 2016           | Francia         | Cuartos de final |
| Eurocopa Sub-21 de 2017 | Polonia         | Semifinal        |
| Eurocopa 2020           | Europa          | Campeón          |

## Estadísticas

### Clubes
Actualizado al último partido disputado el 25 de mayo de 2025.
| Club                        | Div.          | Temporada     | Liga  | Liga  | Copas nacionales | Copas nacionales | Copas internacionales | Copas internacionales | Total | Total |
| Club                        | Div.          | Temporada     | Part. | Goles | Part.            | Goles            | Part.                 | Goles                 | Part. | Goles |
| --------------------------- | ------------- | ------------- | ----- | ----- | ---------------- | ---------------- | --------------------- | --------------------- | ----- | ----- |
| F. C. Crotone · Italia      | 2.ª           | 2013-14       | 39    | 12    | 0                | 0                | –                     | –                     | 39    | 12    |
| F. C. Crotone · Italia      | Total club    | Total club    | 39    | 12    | 0                | 0                | 0                     | 0                     | 39    | 12    |
| ACF Fiorentina · Italia     | 1.ª           | 2014-15       | 7     | 1     | 0                | 0                | 3                     | 2                     | 10    | 3     |
| ACF Fiorentina · Italia     | 1.ª           | 2015-16       | 33    | 2     | 1                | 0                | 7                     | 4                     | 41    | 6     |
| ACF Fiorentina · Italia     | 1.ª           | 2016-17       | 32    | 11    | 2                | 1                | 8                     | 2                     | 42    | 14    |
| ACF Fiorentina · Italia     | Total club    | Total club    | 72    | 14    | 3                | 1                | 18                    | 8                     | 93    | 23    |
| Juventus F. C. · Italia     | 1.ª           | 2017-18       | 22    | 4     | 4                | 0                | 5                     | 1                     | 31    | 5     |
| Juventus F. C. · Italia     | 1.ª           | 2018-19       | 28    | 2     | 3                | 1                | 8                     | 0                     | 39    | 3     |
| Juventus F. C. · Italia     | 1.ª           | 2019-20       | 29    | 1     | 3                | 0                | 6                     | 1                     | 38    | 2     |
| Juventus F. C. · Italia     | 1.ª           | 2020-21       | 27    | 0     | 5                | 0                | 7                     | 0                     | 39    | 0     |
| Juventus F. C. · Italia     | 1.ª           | 2021-22       | 28    | 1     | 3                | 1                | 5                     | 0                     | 36    | 2     |
| Juventus F. C. · Italia     | Total club    | Total club    | 134   | 8     | 18               | 2                | 31                    | 2                     | 183   | 12    |
| Toronto F. C. · Canadá      | 1.ª           | 2022          | 13    | 8     | 1                | 0                | ―                     | ―                     | 14    | 8     |
| Toronto F. C. · Canadá      | 1.ª           | 2023          | 31    | 5     | 1                | 0                | 1                     | 0                     | 33    | 5     |
| Toronto F. C. · Canadá      | 1.ª           | 2024          | 29    | 8     | 5                | 1                | 3                     | 0                     | 37    | 9     |
| Toronto F. C. · Canadá      | 1.ª           | 2025          | 15    | 4     | 0                | 0                | ―                     | ―                     | 15    | 4     |
| Toronto F. C. · Canadá      | Total club    | Total club    | 88    | 25    | 7                | 1                | 4                     | 0                     | 99    | 26    |
| Bologna F. C. 1909 · Italia | 1.ª           | 2025-26       | 0     | 0     | 0                | 0                | 0                     | 0                     | 0     | 0     |
| Bologna F. C. 1909 · Italia | Total club    | Total club    | 0     | 0     | 0                | 0                | 0                     | 0                     | 0     | 0     |
| Total carrera               | Total carrera | Total carrera | 333   | 59    | 28               | 4                | 53                    | 10                    | 414   | 73    |

## Palmarés

### Títulos nacionales
| Título              | Club           | País   | Año     |
| ------------------- | -------------- | ------ | ------- |
| Copa Italia         | Juventus F. C. | Italia | 2017-18 |
| Serie A             | Juventus F. C. | Italia | 2017-18 |
| Supercopa de Italia | Juventus F. C. | Italia | 2018    |
| Serie A             | Juventus F. C. | Italia | 2018-19 |
| Serie A             | Juventus F. C. | Italia | 2019-20 |
| Supercopa de Italia | Juventus F. C. | Italia | 2020    |
| Copa Italia         | Juventus F. C. | Italia | 2020-21 |

### Campeonatos internacionales
| Título   | Equipo              | Sede   | Año  |
| -------- | ------------------- | ------ | ---- |
| Eurocopa | Selección de Italia | Europa | 2020 |

### Distinciones individuales
| Distinción                                     | Año  |
| ---------------------------------------------- | ---- |
| Equipo de las Estrellas de la Eurocopa Sub-21. | 2017 |